# 鄭士庶
鄭士庶（?—?），潮州府海阳县人，原籍浙江，明朝政治人物、进士出身。

## 生平
永乐十九年，登进士，官至监察御史。